# Supraphon

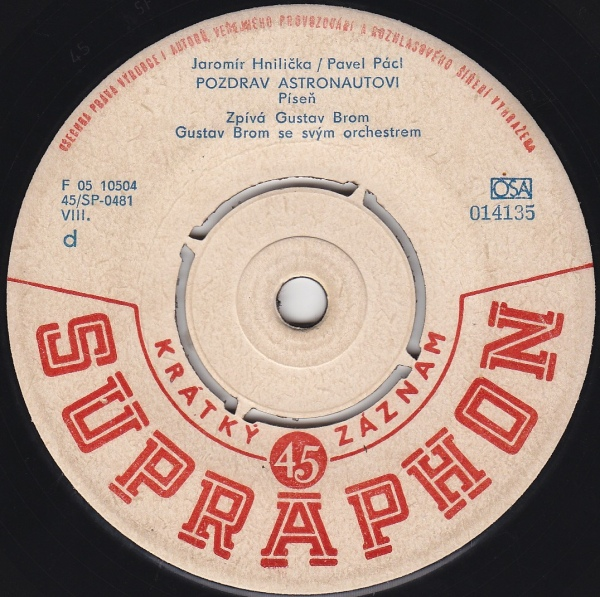
Released 1961 on Supraphon Records

Supraphon é uma gravadora da República Checa. Essa empresa está associada com a Federação Internacional da Indústria Fonográfica - IFPI.